# ダニエル・キイス
ダニエル・キイス（「ダニエル・キーズ」とも、英語: Daniel Keyes、1927年8月9日 - 2014年6月15日）は、アメリカ合衆国の作家。ヒューゴー賞を受賞した中編とそれを長編化してネビュラ賞を受賞した『アルジャーノンに花束を』で知られている。オハイオ大学名誉教授。2000年、アメリカSFファンタジー作家協会はキイスに名誉作家の名誉を授与した。
比較的寡作な作家であったが、鋭い視点と深い洞察を持った作品を、フィクション・ノンフィクション問わずに著した。

## 経歴

### アルジャーノン以前
ニューヨーク州ブルックリン区生まれ。17歳のとき U.S. Maritime Service に就職し船員となった。その後しばらくして、働きながら心理学や文学に興味を抱くようになりブルックリンカレッジで心理学の学士号を取得し、一時期ファッション写真のスタジオで働き、その後ニューヨークの高校で国語教師を務めつつ、定時制で英米文学を学び、週末には小説を書いていた。最終的に英米文学の修士号を得ている。
1950年代初め、パルプ雑誌『マーヴェル・サイエンス・ストーリーズ』の編集者となった。この雑誌の出版者であるマーティン・グッドマンはアメリカン・コミックスも手がけており、マーベル・コミックの前身となったタイムリー・コミック（1940年代）やアトラス・コミック（1950年代）を出版していた。グッドマンがペーパーバックや男性向け雑誌の出版をやめると、キイスは主筆兼アートディレクターのスタン・リーの下でアトラス・コミックの編集者となった。1952年ごろ、キイスはホラーやSFのコミックスの原作を手がけている。例えば Journey into Unknown Worlds にはキイスが原作でBasil Wolverton が作画した作品が2つ収録されている。1955年から1956年にはECコミックにも原作を提供しており、Shock Illustrated や Confessions Illustrated といったコミック誌に作品がある。コミック原作者としては本名も使っていたが、Kris Daniels、A.D. Locke、Dominik Georg といった筆名も使っていた。

### 「アルジャーノンに花束を」
「アルジャーノンに花束を」は中編もそれを発展させた長編も、知的障害者のチャーリイが実験的手術によって天才となり、短期間でその効果が消えてしまった経過を報告書形式で書いたものである。中編が1959年4月号のF&SF誌に掲載され、1966年に長編化された。この小説は何度か他のメディアに採用されており、1968年の映画『まごころを君に』（出演: クリフ・ロバートソン、クレア・ブルーム）、2002年の日本のテレビドラマ『アルジャーノンに花束を』（出演: ユースケ・サンタマリア、菅野美穂）、などがある。クリフ・ロバートソンはこの作品でアカデミー主演男優賞を受賞している。また、キイスは中編版で1959年にヒューゴー賞、長編版で1966年にネビュラ賞を受賞した。
また2015年にも日本のテレビドラマ『アルジャーノンに花束を』（出演:山下智久、窪田正孝など）で新版長編も放送された。

### その後
キイスはウェイン州立大学で創作講座を教えるようになり、1966年にはオハイオ大学で英文学と創作の教授に就任し、2000年には同大学の名誉教授となった。
キイスは他に、解離性同一性障害を主題とした著作で有名である。サイエンス・フィクション、ミステリ小説として多重人格の主題を扱った『五番目のサリー』の他、ノンフィクションとして実在の解離性同一性障害者であるビリー・ミリガンを描いた『24人のビリー・ミリガン』や『ビリー・ミリガンと23の棺』（日本及び数か国で出版されたが、英語版は未出版）などを著した。教職を退いた後は、フロリダ州ボカ・ラトンで作家生活を送った。
2014年6月15日、フロリダの自宅で死去。86歳没。

## 主な著作

### 小説
- 1959年 アルジャーノンに花束を (Flowers for Algernon) - 中編、ファンタジイ・アンド・サイエンス・フィクション誌 1959年4月号
- 1966年 アルジャーノンに花束を (Flowers for Algernon) - 長編
- 1968年 タッチ (The Touch)
- 1980年 五番目のサリー (The Fifth Sally)
- 1993年 心の鏡（日本で編集された短編集）
- 1998年 眠り姫 (Until Death Do us Part)
- 2009年 預言 (The Asylum Prophecies)

### ノンフィクション
- 1981年 24人のビリー・ミリガン (The Minds of Billy Milligan) - 日本語訳早川書房 上巻 ISBN 978-4-151-10104-5 下巻 ISBN 978-4-151-10105-2
- 1986年 クローディアの告白 (Unveiling Claudia)
- 1994年 ビリー・ミリガンと23の棺 (The Milligan Wars) - 原題は英語だが、英語版は未出版[注 1]。日本ほか数か国で出版。
- 1999年 アルジャーノン、チャーリイ、そして私 (Algernon, Charlie and I) - 自伝

## 出演
- NHK人間大学 心の闇の物語 ダニエル・キイスの世界（NHKに、1998年12月28日 - 30日）